# Marcel Le Glay
Pour les articles homonymes, voir Le Glay.
Marcel Le Glay est un historien français, spécialiste de la Rome antique, né le 7 mai 1920 à Arleux près de Douai (Nord), mort le 14 août 1992. Ses travaux ont porté notamment sur la religion romaine et l’Afrique romaine, en particulier à partir de la documentation épigraphique : sa thèse monumentale, consacrée au culte de Saturne en Afrique, constitue la rencontre de ses trois domaines de prédilection.

## Biographie

### Études supérieures d'histoire et d'archéologie
Marcel Le Glay fit ses études supérieures à Lille et à Paris et en 1945 il obtint l'agrégation d'histoire. Membre de l'École française de Rome de 1947 à 1949, il choisit de se consacrer à l'archéologie, avec un mémoire sur les portiques romains, et à l'histoire religieuse, avec un article sur les dieux syriens du Janicule où il abordait déjà la question de l'intégration des cultes provinciaux dans l'univers religieux romain.

### Carrière universitaire
À la veille de son entrée à l'École française de Rome, au palais Farnèse, il avait été nommé professeur au Lycée Louis-le-Grand ; deux ans plus tard, il préféra un poste à Alger, où il enseigna au lycée Bugeaud, puis à la Faculté des Lettres, où il devint assistant, puis chargé d'enseignement d'histoire ancienne. Le choix décisif était alors fait. Marcel Le Glay allait désormais consacrer l'essentiel de son activité scientifique à l'Afrique antique.
Il resta douze années à Alger et, dès 1955, il ajouta à sa fonction d'enseignement celle de directeur-adjoint du Service des Antiquités. De 1953 à 1961, il fut le secrétaire de publication  de la revue Libyca-Archéologie-Épigraphie, où il publia notamment une bibliographie annuelle de l'Algérie antique, couvrant les années 1952-1960, et intégrant toutes les publications importantes concernant l'Afrique du Nord, et pas seulement l'Algérie.
Marcel Le Glay quitta l'Algérie en 1961, pour être nommé chargé d'enseignement, puis professeur, à l'Université de Lyon. Il continua de cumuler l'enseignement et la gestion de l'archéologie, avec la direction des Antiquités de la région Rhône-Alpes, assumée de 1963 à 1973. Son rôle fut décisif dans les grandes entreprises archéologiques menées dans la région, sur la colline de Fourvière et à Saint-Romain-en-Gal, en face de Vienne, puis à Alba Helviorum en Ardèche. Ce fut à cette époque qu'il soutint sa mémorable thèse sur Saturne africain.
En 1970, Marcel Le Glay devint professeur d'histoire romaine à l'Université de Paris X-Nanterre, et il termina sa carrière à l'Institut d'art et d'archéologie de l'université Paris-Sorbonne, où il succéda à Gilbert Picard en 1983 et où il devint professeur émérite en 1987.
À partir de 1979, il devint, avec André Chastagnol, le principal rédacteur de la L'Année épigraphique  et le responsable de l'équipe du C.N.R.S. liée à l'Année épigraphique.

### Apport à l'histoire de l'Afrique antique
L’œuvre de Marcel Le Glay est importante : une dizaine de livres, et près de deux cents articles et opuscules, dont environ la moitié concerne l'Afrique antique. Sa culture, sa curiosité intellectuelle, sa compétence étaient très vastes et couvraient l'ensemble de l'histoire romaine.
Il a également consacré de nombreuses études à la Gaule, et l'Empire byzantin retint souvent son attention. Durant toute sa carrière, il a réussi à concilier ses recherches et ses responsabilités scientifiques avec ses fonctions de professeur d'université.
Il a appartenu au comité de patronage de Nouvelle École.

## Publications
- Cherchell, antique lol-Caesarea (réed. et mise à jour du livre de St. Gsell, en coll. avec E.-S. Colozier), Alger, 1952, 126 p.
- Les Religions orientales dans l'Afrique ancienne d'après les collections du Musée St. Gsell d'Alger, Alger, 1956, 38 p.
- La Sculpture antique d'après les collections du Musée St. Gsell d'Alger, Alger, 1957, 45 p.
- Les Portraits antiques du Musée St. Gsell d'Alger d'après les sculptures antiques et les monnaies (en coll. avec J. Mazard), Alger, 1958, 58 p.
- Les Gaulois en Afrique, Bruxelles, 1962, Collection Latomus, 44 p.
- Alba Augusta Heluiorum (en coll. avec F. Delarbre), multiples réimpr. à partir de 1960, Le Teil, 1972, 25 p.
- Saturne africain, Monuments, Paris, 2 vol., 1961, 464 p. et 1966, 366 p.
- Saturne africain, Histoire, Befar, Paris, 1966, 522 p.
- Les Gallo-romains, dans Histoire de la France, dirigée par Georges Duby, Paris, t. 1, 1977, p. 108-145.
- Saint-Romain-en-Gal, quartier urbain de Vienne gallo-romaine, Lyon, 1970, 33 p.
- La Religion romaine, Paris, 1971, 352 p., et 2e éd., 1991.
- La Gaule romanisée dans Histoire de la France rurale, publiée sous la direction de Georges Duby et A. Wallon, Paris, 1975, p. 191-285.
- Notes d'épigraphie et d'archéologie lyonnaises (en coll. avec A. Audin), Paris, 1976, 84 p.
- Turris Libisonis colonia lulia (en coll. avec A. Boninu et A. Mastino), Sassari, 1985. 127 p.
- Villes, temples et sanctuaires de l'Orient romain, Paris, 1986, 330 p.
- L'Empire romain, (en coll. avec J. Le Gall), Paris, 1987, 673 p., 2e édit., 1992.
- Histoire romaine, (en coll. avec Yann Le Bohec et J.-L. Voisin), Paris, 1991, 3e éd., 1994.
- Rome, grandeur et déclin de la République, Paris, 1989, 401 p.
- Rome, grandeur et chute de l'Empire, Paris, 1992, 581 p.

### Sources et bibliographie
- Claude Lepelley, B.C.T.H.S (Bulletin du Comité des travaux historiques et scientifiques), Afrique du Nord, fasc. 23, 1990-1992 (1994), p. 25-32.
- Yann Le Bohec et Jean-Louis Voisin, Mélanges Le Glay, L’Afrique, la Gaule, la religion à l’époque romaine, Coll. Latomus, 1994, p. 29-30.